# Gerda Staniek
Gerda Staniek, född 8 februari 1925, död 1985, var en friidrottare från Österrike. Hon deltog vid olympiska sommarspelen 1948.